# Coleophora razowskii
Coleophora razowskii é uma espécie de mariposa do gênero Coleophora pertencente à família Coleophoridae.